# گلن مادیروس
گلن مادیروس (انگلیسی: Glenn Medeiros؛ زادهٔ ۲۴ ژوئن ۱۹۷۰) یک موسیقی‌دان اهل ایالات متحده آمریکا است.